# Marijonas Petravičius
Marijonas Petravičius (Šilalė, 24. listopada 1979.) je litavski profesionalni košarkaš. Igra na poziciji krilnog centra, a trenutačno je član talijanskog kluba Armani Jeans Milano. Sa svojim bivšim klubom Mitteldeutscherom osvojio je FIBA Eurokup 2004. i izabran je za najkorisnijeg igrača finala Eurokupa. Bio je član litavske reprezentacije koja je na Olimpijskim igrama u Pekingu 2008. osvojila četvrto mjesto.

## Karijera
Nakon završetka američkog sveučiliša USC 2003. godine, uslijedio je povratak u Europu. Potpisao je za njemački Mitteldeutscher BC s kojim je 2004. osvojio naslov FIBA Eurokupa, a on je ponio nagradu za najboljeg igrača drugog dijela natjecanja. Prije nego što je 2006. prešao u momčad Lietuvos Rytasa, igrao je još za belgijski Telindus Oostende i latvijski BK Ventspils. S Vetspilsom je uzeo naslov latvijskog prvaka, a on je osvojio na gradu za najboljeg igrača finala. U Vilnius stiže 2006. kao zamjena za Robertasa Javtokasa koji je napustio klub. Ubrzo je postao član prve petorke Lietuvosa i pomogao je klubu stići do finala ULEB kupa 2008. godine. Sljedeće sezone klub je u Euroligi predvodio do prvog mjesta u natjecanju po skupinama, ali se je ubrzo ozljedio i zajedno s još dvojicom ozljeđenih - Matthew Nielsenom i Robertsom Štelmahersom propustio daljnji tijek natjecanja. Klub sljedeće sezone nije izborio Euroligu i igrao je u ULEB Eurokupu. Lietuvos Rytas je osvojio naslov prvaka ULEB Eurokupa 2008./09., a Petravičius je ponio nagradu za najboljeg igrača drugog dijela natjecanja.
U ljeto 2009. napušta Litvu i odlazi u talijanski klub Armani Jeans Milano.

## Vanjske poveznice
- Profil na Eurocup
- Profil[neaktivna poveznica] na Basketpedya.com